# Yellow Dancer
Albums de Gen Hoshino
Two Beat in Yokohama Arena
(2015) Live Tour: Yellow Voyage
(2016)
Yellow Dancer est le quatrième album studio de l'auteur-compositeur-interprète japonais Gen Hoshino. l'album est publié le 2 décembre 2015 au Japon sous le label Speedstar Records. Il atteint la première place des classements musicaux  Oricon  et est certifié disque de platine par la Recording Industry Association of Japan.
L'album est porté par trois singles, Jigoku de Naze Warui, sert de titre au film de Sion Sono Why Don't You Play in Hell?, Crazy Crazy / Sakura no Mori, et Sun, chanson thème du drama Kokoro ga Pokitto ne , qui se classent tous dans le top 5 de l'Oricon. Le single Gag de 2013, utilisé comme chanson thème du film d'animation Les Vacances de Jésus et Bouddha avec Hoshino dans le rôle de Buddha, ne pas fait partie de l'album.

## Liste des pistes
Toutes les paroles sont écrites par Gen Hoshino, toute la musique est composée par Gen Hoshino.
| 1.    | Tokiyo (時よ, (Time))                                                                                     | 4:15 |
| 2.    | Week End                                                                                                  | 4:30 |
| 3.    | Sun | 4:01 |
| 4.    | Miss You (ミスユー, Misu Yū)                                                                              | 4:55 |
| 5.    | Soul | 3:49 |
| 6.    | Kuchizuke (口づけ (Kiss))                                                                                 | 3:49 |
| 7.    | Why Don't You Play in Hell? (地獄でなぜ悪い, Jigoku de Naze Warui, (Pourquoi ne joues-tu pas en enfer ?)) | 3:41 |
| 8.    | Nerd strut (Instrumental)                                                                                 | 1:20 |
| 9.    | Sakura no mori (桜の森 (Forêt de cerisiers japonais))                                                     | 5:10 |
| 10.   | Crazy Crazy                                                                                               | 3:34 |
| 11.   | Snow Men                                                                                                  | 4:34 |
| 12.   | Down Town                                                                                                 | 3:51 |
| 13.   | Yoru (夜 (Nuit))                                                                                          | 4:11 |
| 14.   | Friend Ship                                                                                               | 4:42 |
| 50:42 | |      |

## Classements et ventes
| Classement (2015)                  | Meilleure position |
| ---------------------------------- | ------------------ |
| Japan Hot Albums (Billboard)       | 1                  |
| Japan Top Albums Sales (Billboard) | 1                  |
| Japan Albums Chart (Oricon)        | 1                  |
| Classement (2017)                  | Meilleure position |
| Taiwan East Asia Albums (G-Music)  | 1                  |

| Classement (2015)                     | Position |
| ------------------------------------- | -------- |
| Japan Albums Chart (Oricon)           | 26       |
| Classement (2016)                     | Position |
| Japan Hot Albums (Billboard)          | 6        |
| Japan Top Albums Sales (Billboard)    | 8        |
| Japan Albums Chart (Oricon)           | 32       |
| Classement (2017)                     | Position |
| Japan Hot Albums (Billboard)          | 26       |
| Japan Top Download Albums (Billboard) | 17       |
| Japan Top Albums Sales (Billboard)    | 73       |
| Japan Albums Chart (Oricon)           | 92       |
| Japan Digital Albums Chart (Oricon)   | 21       |
| Taiwan East Asia Albums (G-Music)     | 6        |
| Classement (2018)                     | Position |
| Japan Top Download Albums (Billboard) | 94       |

| Région                                                           | Certification | Ventes/Streams |
| ---------------------------------------------------------------- | ------------- | -------------- |
| Japon (RIAJ) (physique)                                          | Platine       | 341 757        |
| Japon (RIAJ) (numérique)                                         | Or            | 100 000^       |
| *Ventes selon la certification xNon précisé par la certification |               |                |